# 八十八乡
八十八乡，是中华人民共和国吉林省松原市长岭县下辖的一个乡镇级行政单位。

## 行政区划
八十八乡下辖以下地区：
八十八村、二十号村、五十九村、五十八村、八十一村、九十一村和十九号村。